# Lista över fornlämningar i Ljungby kommun (Tannåker)
Lista över fornlämningar i Ljungby kommun (Tannåker) är en förteckning av ett urval av de fornlämningar som finns i Tannåker i Ljungby kommun.
| Namn                     | Lämningstyp  | Tillkomsttid | Historisk indelning | Plats | Läge                 | ID-nr          | Bild                                 |
| ------------------------ | ------------ | ------------ | ------------------- | ----- | -------------------- | -------------- | ------------------------------------ |
| Tannåker 2:1             | Borg         |              | Tannåker, Småland   |       | 56.933312, 13.772893 | 10075400020001 | Ladda upp en bild av detta fornminne |
| Tannåker 4:1             | Stensättning |              | Tannåker, Småland   |       | 56.935606, 13.777992 | 10075400040001 | Ladda upp en bild av detta fornminne |
| Tannåker 8:1             | Gravfält     |              | Tannåker, Småland   |       | 56.953820, 13.784139 | 10075400080001 | Ladda upp en bild av detta fornminne |
| Tannåker 11:1            | Hög          |              | Tannåker, Småland   |       | 56.952253, 13.786512 | 10075400110001 | Ladda upp en bild av detta fornminne |
| Tannåker 11:2            | Hög          |              | Tannåker, Småland   |       | 56.952172, 13.786311 | 10075400110002 | Ladda upp en bild av detta fornminne |
| Tannåker 12:1            | Röse         |              | Tannåker, Småland   |       | 56.971514, 13.823394 | 10075400120001 | Ladda upp en bild av detta fornminne |
| Tannåker 13:1            | Röse         |              | Tannåker, Småland   |       | 56.971041, 13.822679 | 10075400130001 | Ladda upp en bild av detta fornminne |
| Tannåker 14:1            | Gravfält     |              | Tannåker, Småland   |       | 56.972883, 13.818636 | 10075400140001 | Ladda upp en bild av detta fornminne |
| Tannåker 18:1            | Gravfält     |              | Tannåker, Småland   |       | 56.962867, 13.767616 | 10075400180001 | Ladda upp en bild av detta fornminne |
| Tannåker 20:1            | Stensättning |              | Tannåker, Småland   |       | 56.966630, 13.772873 | 10075400200001 | Ladda upp en bild av detta fornminne |
| Tannåker 21:1            | Hög          |              | Tannåker, Småland   |       | 56.974164, 13.774842 | 10075400210001 | Ladda upp en bild av detta fornminne |
| Tannåker 22:1            | Röse         |              | Tannåker, Småland   |       | 56.985352, 13.782000 | 10075400220001 | Ladda upp en bild av detta fornminne |
| Vita rör (Tannåker 25:1) | Röse         |              | Tannåker, Småland   |       | 56.951277, 13.809013 | 10075400250001 | Ladda upp en bild av detta fornminne |
| Tannåker 28:1            | Stensättning |              | Tannåker, Småland   |       | 56.981539, 13.798138 | 10075400280001 | Ladda upp en bild av detta fornminne |
| Tannåker 29:1            | Hög          |              | Tannåker, Småland   |       | 56.951298, 13.761099 | 10075400290001 | Ladda upp en bild av detta fornminne |
| Tannåker 29:2            | Hög          |              | Tannåker, Småland   |       | 56.951331, 13.761209 | 10075400290002 | Ladda upp en bild av detta fornminne |
| Tannåker 35:1            | Gravfält     |              | Tannåker, Småland   |       | 56.993551, 13.796092 | 10075400350001 | Ladda upp en bild av detta fornminne |
| Tannåker 44:1            | Stensättning |              | Tannåker, Småland   |       | 56.980106, 13.794902 | 10075400440001 | Ladda upp en bild av detta fornminne |
| Tannåker 45:1            | Stensättning |              | Tannåker, Småland   |       | 56.981125, 13.799140 | 10075400450001 | Ladda upp en bild av detta fornminne |
| Tannåker 45:2            | Stensättning |              | Tannåker, Småland   |       | 56.981032, 13.799074 | 10075400450002 | Ladda upp en bild av detta fornminne |
| Tannåker 45:3            | Stensättning |              | Tannåker, Småland   |       | 56.981032, 13.799233 | 10075400450003 | Ladda upp en bild av detta fornminne |
| Tannåker 83:1            | Stensättning |              | Tannåker, Småland   |       | 56.974656, 13.821005 | 10075400830001 | Ladda upp en bild av detta fornminne |